# 孔东
孔东（法語：Condom，發音：[kɔ̃dɔ̃] ⓘ），法国西南部城市，奥克西塔尼大区热尔省的一个市镇，同时也是该省的一个副省会，下辖孔东区，其市镇面积为97.37平方公里，2022年1月1日时人口数量为6,454人，是该省人口第三多的市镇，在法国市镇中排名第1,645位。
孔东位于热尔省北部，巴伊斯河畔，北侧与洛特-加龙省接壤，是一个区域性的中心城市，多条道路在此交汇，有城际巴士前往欧什及阿让。

## 地名来源
“孔东”一名最初以“Condomagos”的形式被记载，该名称来源于高卢语“*”，意为“河流交汇处的集市”，对应的现代法语为。

## 历史

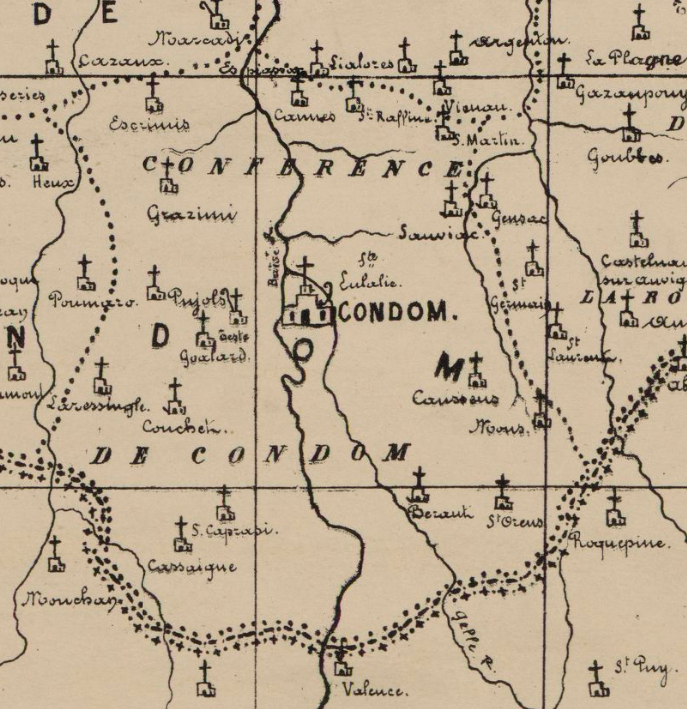
19世纪中期地图上标注的孔东附近地区

孔东所处区域在古典时期为尼蒂奥布罗格人的活动范围，但其城市起源尚不清楚。根据当地的民间传说，孔东最初由一名曾被教皇派遣前往巴勒斯坦的贵族所建，但当地的考古发掘则证明这一区域在罗马人入侵以前就已形成聚落。中世纪初期，孔东为第二阿基坦王国以及天主教阿让教区的一部分。公元840年，维京人入侵此地并放火烧毁了孔东城。中世纪中期，法国西部大片区域被被金雀花王朝继承，在1214年的《希农条约》签署后，仅孔东所处的阿基坦地区仍得到保留。孔东主教曾与爱德华一世于1285年签署协议，孔东一度成为英格兰的保护殖民地，直至英法百年战争末期。1472年，孔东及所属的吉耶讷成为法兰西王国的一部分。法国大革命后，孔东成为热尔省的一个市镇，并自1800年起成为该省的一个副省会。1839年，利亚洛尔（Lialores）整体并入孔东的市镇范围。工业革命期间，一条地方铁路曾从孔东经过，后于20世纪初停止运行。

## 地理

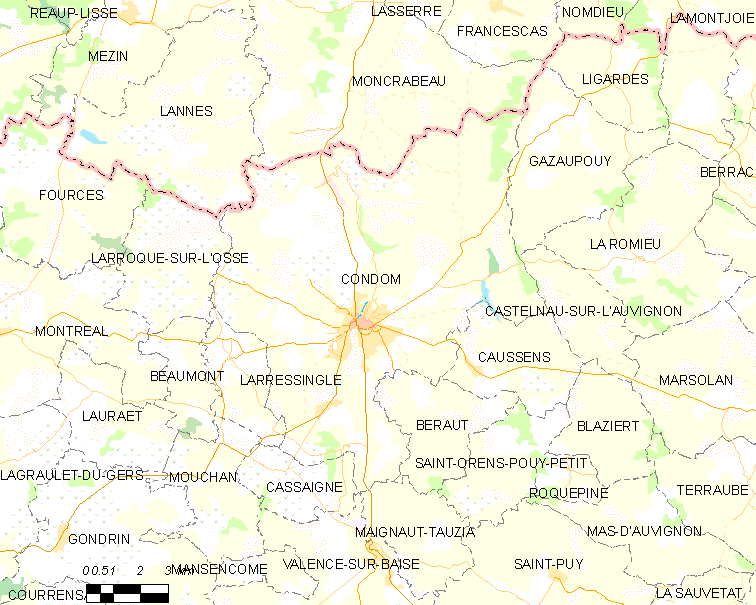
孔东市镇范围地图

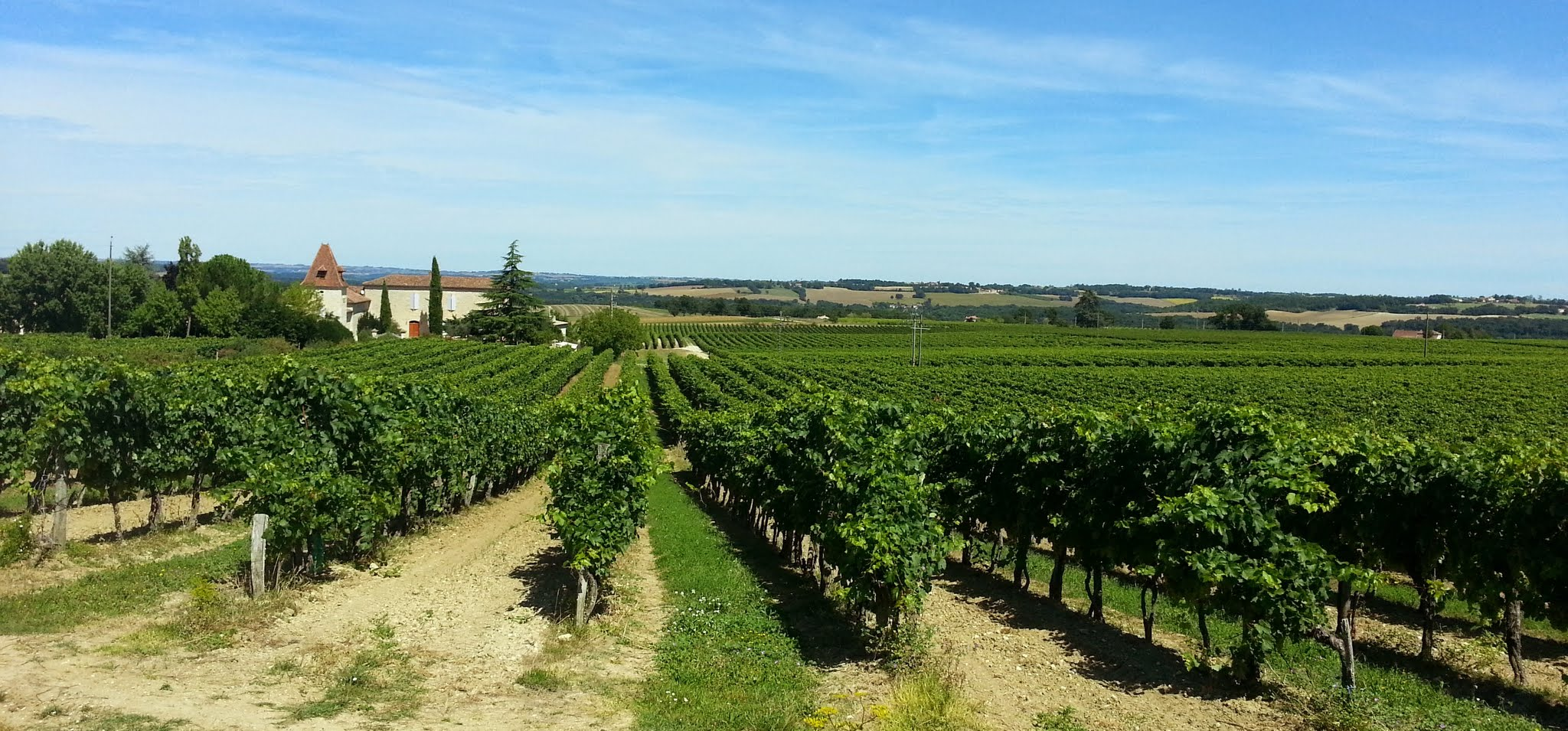
孔东附近的葡萄酒种植园

孔东位于法国西南部，奥克西塔尼大区西部和热尔省北部，距离省会欧什大约43公里，其附近区域被称为孔多穆瓦。与孔东接壤的市镇包括：拉讷、贝罗、卡赛涅、欧维尼翁河畔卡斯泰尔诺、科桑、加佐普伊、蒙克拉博、拉勒桑格勒、奥斯河畔拉罗克、迈尼欧-托济亚、巴伊斯河畔瓦朗斯。

### 地形
孔东位于阿基坦盆地东南部，阿马尼亚克腹地，境内以丘陵为主，市镇中心地势较为平坦，全境海拔在62到190米之间。

### 水文
巴伊斯河自南向北流经境内，其右岸支流热勒河在孔东与其交汇，属于加龙河水系。

### 植被
孔东属于温带阔叶混交林区，林地主要分布于河流附近。
在鲜花城市的评比中，孔东被评为2星级鲜花城市。

### 气候
孔东在柯本气候分类法中属于温带海洋性气候，因其纬度相对较低，故又有一定的亚热带特征。
距离孔东最近的常年气象站位于科桑境内，以下为该气象站的数据（其中日照数据取自欧什）：
| 科桑1981年－2019年  | 科桑1981年－2019年 | 科桑1981年－2019年 | 科桑1981年－2019年 | 科桑1981年－2019年 | 科桑1981年－2019年 | 科桑1981年－2019年 | 科桑1981年－2019年 | 科桑1981年－2019年 | 科桑1981年－2019年 | 科桑1981年－2019年 | 科桑1981年－2019年 | 科桑1981年－2019年 | 科桑1981年－2019年 |
| 月份                | 1月                | 2月                | 3月                | 4月                | 5月                | 6月                | 7月                | 8月                | 9月                | 10月               | 11月               | 12月               | 全年               |
| ------------------- | ------------------ | ------------------ | ------------------ | ------------------ | ------------------ | ------------------ | ------------------ | ------------------ | ------------------ | ------------------ | ------------------ | ------------------ | ------------------ |
| 历史最高温 °C（°F） | 19.7 (67.5)        | 23 (73)            | 26 (79)            | 29.7 (85.5)        | 35.1 (95.2)        | 38.4 (101.1)       | 38.5 (101.3)       | 40.9 (105.6)       | 35.4 (95.7)        | 32.9 (91.2)        | 24.3 (75.7)        | 20 (68)            | 40.9 (105.6)       |
| 平均高温 °C（°F）   | 9.6 (49.3)         | 11.3 (52.3)        | 15.3 (59.5)        | 17.9 (64.2)        | 21.7 (71.1)        | 25.7 (78.3)        | 27.4 (81.3)        | 27.7 (81.9)        | 24.6 (76.3)        | 20 (68)            | 12.9 (55.2)        | 9.4 (48.9)         | 18.6 (65.5)        |
| 日均气温 °C（°F）   | 6.2 (43.2)         | 7.1 (44.8)         | 10.2 (50.4)        | 12.6 (54.7)        | 16.3 (61.3)        | 19.8 (67.6)        | 21.3 (70.3)        | 21.5 (70.7)        | 18.6 (65.5)        | 15.2 (59.4)        | 9.2 (48.6)         | 6.2 (43.2)         | 13.7 (56.7)        |
| 平均低温 °C（°F）   | 2.9 (37.2)         | 3 (37)             | 5.1 (41.2)         | 7.3 (45.1)         | 10.9 (51.6)        | 14 (57)            | 15.2 (59.4)        | 15.4 (59.7)        | 12.6 (54.7)        | 10.5 (50.9)        | 5.4 (41.7)         | 2.9 (37.2)         | 8.8 (47.8)         |
| 历史最低温 °C（°F） | −11 (12)           | −12.9 (8.8)        | −8 (18)            | −2.4 (27.7)        | 1.9 (35.4)         | 4.2 (39.6)         | 8.5 (47.3)         | 7.4 (45.3)         | 3.1 (37.6)         | −3.3 (26.1)        | −7.8 (18.0)        | −9.8 (14.4)        | −12.9 (8.8)        |
| 平均降水量 mm（）   | 54.1 (2.13)        | 35.1 (1.38)        | 44.5 (1.75)        | 68 (2.7)           | 66.9 (2.63)        | 46.8 (1.84)        | 41.9 (1.65)        | 46.4 (1.83)        | 62.3 (2.45)        | 56.2 (2.21)        | 69.7 (2.74)        | 54.3 (2.14)        | 646.2 (25.44)      |
| 月均日照時數        | 92.4               | 111                | 167.6              | 176.6              | 196.8              | 209.8              | 234.6              | 223.6              | 197.2              | 145.2              | 94.5               | 79.4               | 1,928.7            |
| 来源：infoclimat.fr |                    |                    |                    |                    |                    |                    |                    |                    |                    |                    |                    |                    |                    |

## 行政区划
孔东是法国奥克西塔尼大区热尔省的一个市镇，编号为32107，它也是热尔省的一个副省会。孔东下辖孔东区，隶属于热尔省第二选区，管理巴伊斯-阿马尼亚克县，同时也是泰纳雷兹市镇公共社区的办公驻地。
法国国家统计与经济研究所（简称）在进行数据统计时，将孔东单独设为孔东城市核心区，并将包括核心区在内的周边共6个市镇划为孔东城市区。自2020年起，孔东城市区被包含23个市镇的孔东城市辐射区代替。此外，还将孔东市镇分为了3个“块区”（IRIS），以便于统计人口分布情况。

## 交通

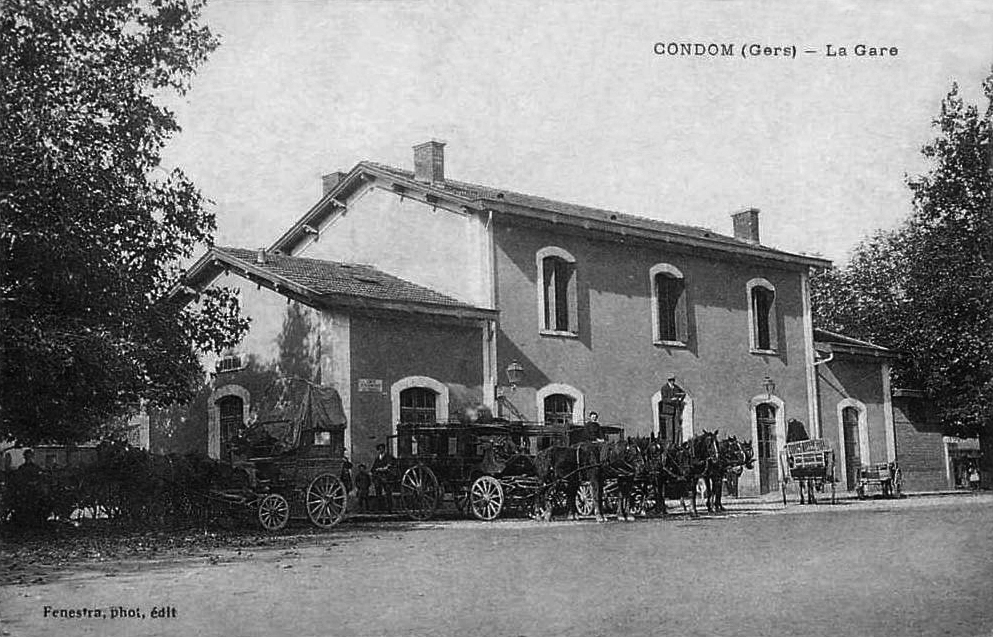
19世纪末的孔东火车站

### 公路
热尔省省道D7线、D110线、D114线、D277线、D654线、D930线、D931线在孔东境内交汇，奥克西塔尼大区下属的城际客运提供巴士线路，可前往欧什、阿让和诺加罗。
2017年，65.1%的孔东家庭拥有至少一辆私人汽车。2019年，孔东境内共发生各类交通事故5起，造成6人受伤。

### 铁路
孔东位于圣玛丽港－里克勒铁路和孔东－卡斯泰拉-韦尔迪藏铁路的交汇处，两条铁路均停止客运服务，其中圣玛丽港至孔东之间尚有少量货运列车，其余线路均已废弃。
距离孔东最近的运营中的客运铁路车站是阿让站，距离孔东市区的正常车程约40分钟，该站开行可直达巴黎的高速列车。

### 航空
距离孔东最近的民用航空站为阿让机场，距离孔东市中心的公路里程约38公里。

### 城市公共交通
截至2021年7月，孔东暂无城市公共交通系统。

## 政治

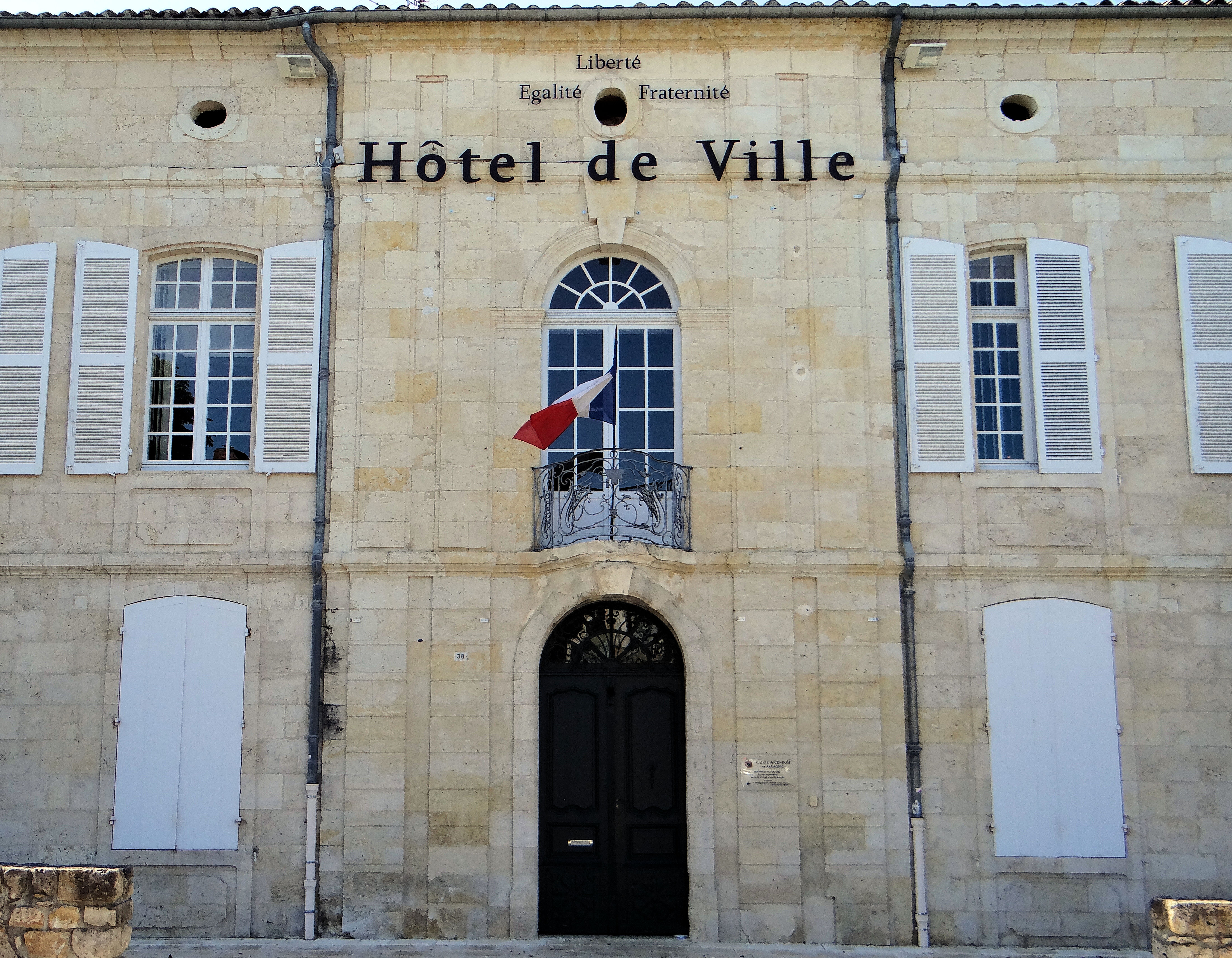
孔东市政厅

孔东的现任市长为让-弗朗索瓦·鲁斯（Jean-François Rousse），他是一名无党派人士，在2020年的市政选举中获得了35.27%的支持率。
在2017年的法国总统大选中，法国第25任总统埃马纽埃尔·马克龙在孔东获得了65.8%的支持率。
| 孔东历届市长   |                                       |                                |
| 任期           | 市长                                  | 党派                           |
| 1944年－1946年 | François Castéra 弗朗索瓦·卡斯泰拉    | 不详                           |
| 1946年－1964年 | Léonce Lestage 莱昂斯·莱斯塔日        | RAD激进党                      |
| 1964年－1983年 | Abel Abeillé 阿贝尔·阿贝耶            | SFIO工人国际法国支部 →PS社会党 |
| 1983年－1989年 | Jean Dubos 让·迪博斯                  | RPR保衛共和聯盟                |
| 1989年－1995年 | Jacques Moisan 雅克·穆瓦桑            | PS社会党                       |
| 1995年－2008年 | Gérard Dubrac 热拉尔·迪布拉克         | DL民主自由 →UMP人民运动联盟    |
| 2008年－2014年 | Bernard Gallardo 贝尔纳·加拉尔多      | PS社会党                       |
| 2014年－2020年 | Gérard Dubrac 热拉尔·迪布拉克         | UMP人民运动联盟 →LR共和黨      |
| 2020年－       | Jean-François Rousse 让-弗朗索瓦·鲁斯 | 無黨籍                         |

## 人口
2018年，孔东市镇人口数量为6,508，在法国排名第1,645位。其中男性3,113人，女性3,417人，75岁及以上人口占15.5%，外籍人口数量为1,316人，人口密度为67人/平方公里，当地居民被称为（男性）或（女性）。2019年，孔东境内出生58人，死亡人口111人。
| 年份   | 1936  | 1946  | 1954  | 1962  | 1968  | 1975  | 1982  | 1990  | 1999  | 2006  | 2011  | 2016  | 2018  |
| ------ | ----- | ----- | ----- | ----- | ----- | ----- | ----- | ----- | ----- | ----- | ----- | ----- | ----- |
| 人口數 | 6,233 | 6,725 | 6,781 | 6,850 | 7,326 | 7,853 | 7,634 | 7,717 | 7,251 | 7,158 | 6,925 | 6,554 | 6,508 |

## 经济

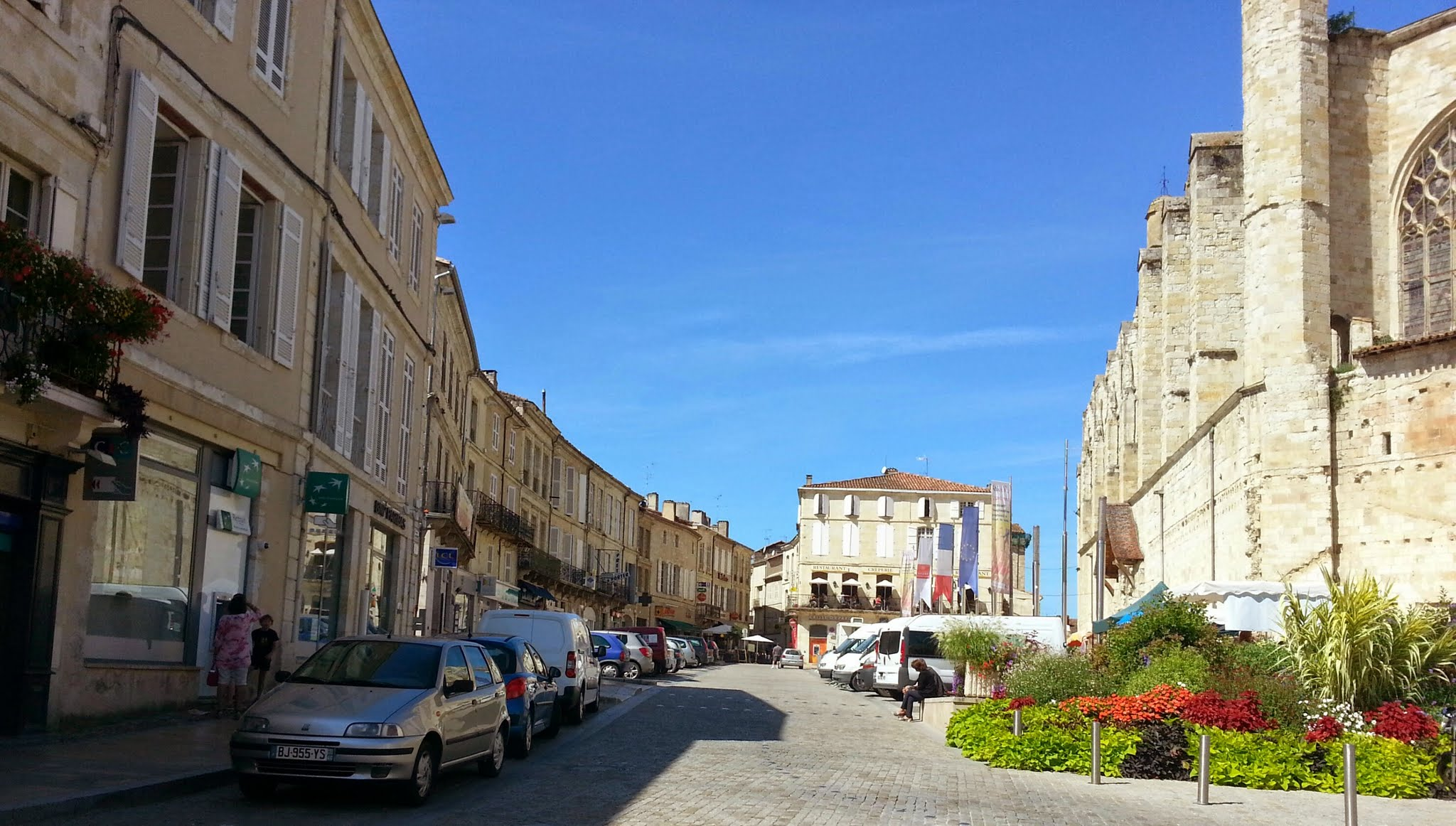
孔东市中心

孔东是一个区域性的中心城市，截止2021年7月，当地共有各类用人单位1,429家，平均历史为19年，其中98.97%为中小型企业（PME）。（禽类养殖加工）、（酒类）及（预制板生产）是当地2019年营业额最高的三个企业，分别为73,963,746欧元、6,616,868欧元和6,142,363欧元。

## 财政收入
2019年，孔东的财政收入总额为8,454,400欧元，财政支出总额为7,814,630欧元，当年的债务总额为10,435,900欧元。2020年，孔东共获得1,551,765欧元的国家财政补助，比上一年增加了0.01%。
2017年，孔东的人均月收入总额为1,841欧元，其中高级职员为3,425欧元，低于法国平均水平（4,214欧元）；中级职员为2,178欧元，低于法国平均水平（2,353欧元）；普通职员为1,599欧元，亦低于法国平均水平（1,690欧元）。
2017年，孔东境内的青壮年（15至64岁）失业率为15.8%，当地40.2%的家庭拥有纳税资格，平均纳税2,113欧元，低于法国平均水平（3,888欧元）。

## 社会事务

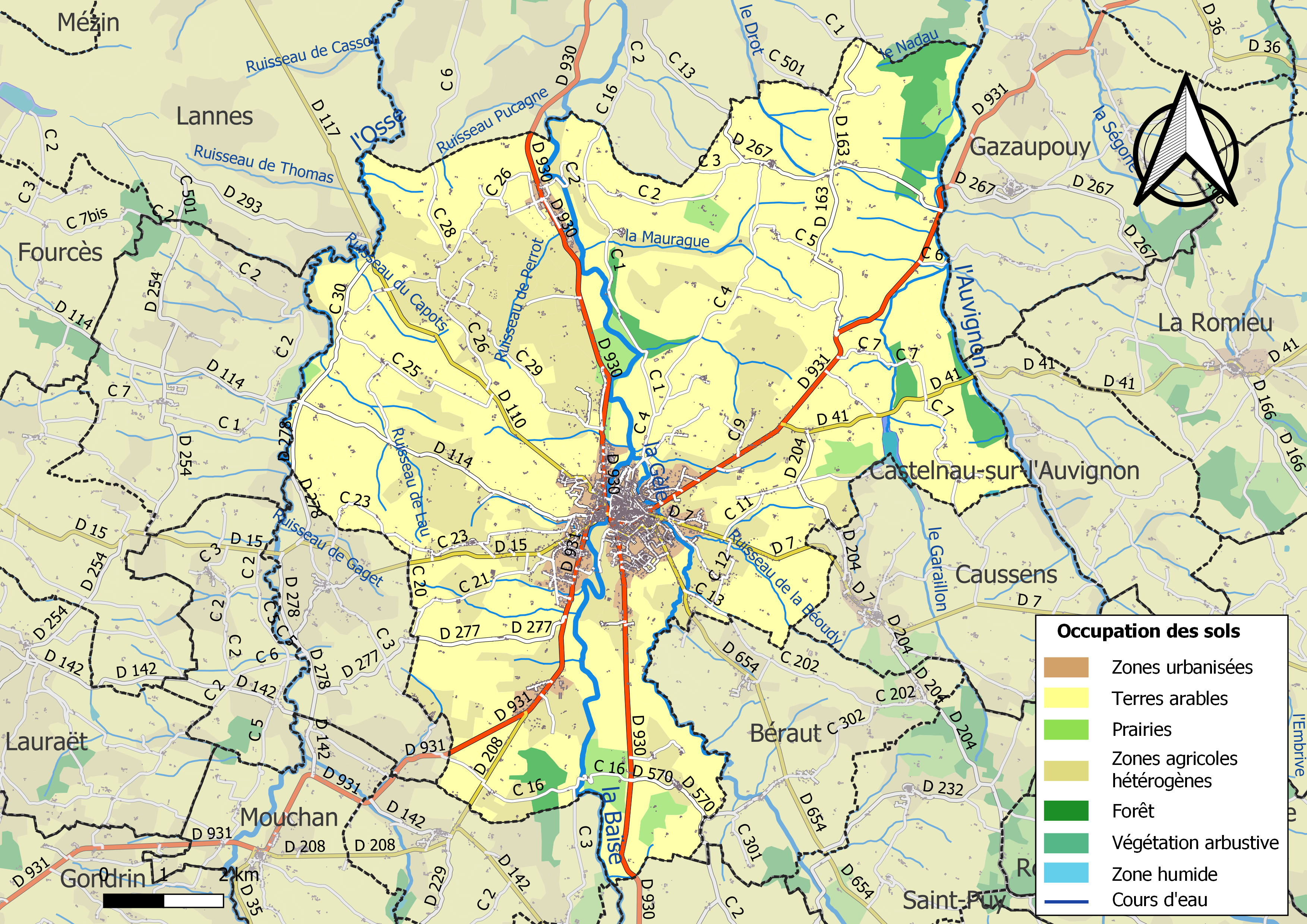
孔东土地利用情况地图

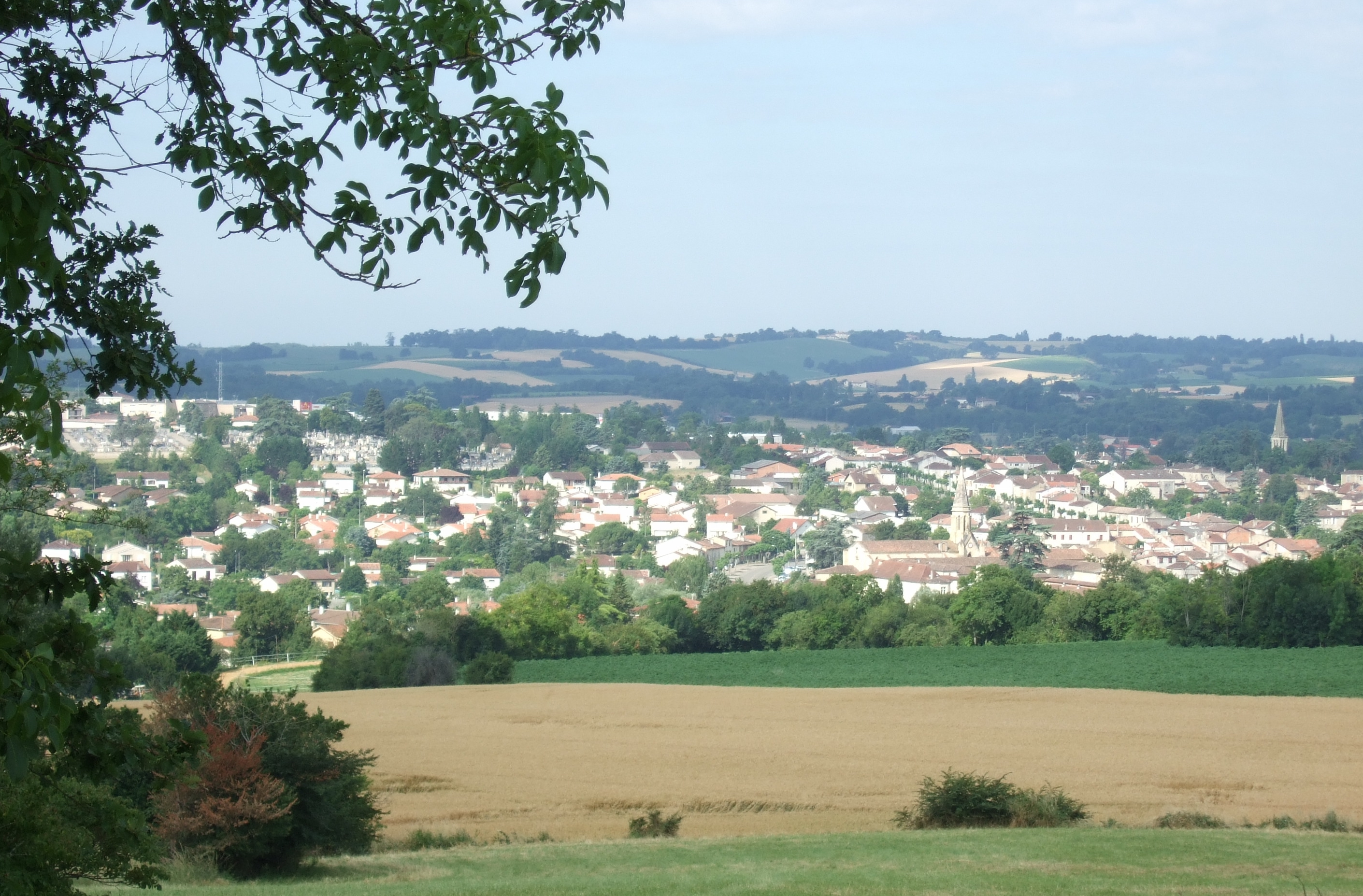
远眺孔东市区

### 教育
孔东属于图卢兹学区。截止2019年1月1日，孔东境内共有2所幼儿园、4所小学、2所初级中学和1所普通高中。2018至2019学年度，孔东境内共有在校中等教育阶段学生1,124名。

### 医疗
截止2019年1月1日，孔东境内共有全科医生11名、保健师11名、牙医8名、护士10名、耳科医生1名、眼科医生1名和助产士2名。境内共有药房2家、养老院2家、残疾人帮扶中心2家。
孔东中心医院（Centre Hospitalier de Condom）是法国的一个区域性医疗机构，其主病区位于孔东市区，设有床位147个，是当地规模最大的公立综合性医院。

### 住房
2017年，孔东境内共有各类住房4,096套，其中79.2%为独立式居民区，20.5%为集中式居民区。常住房屋占孔东市镇范围内居民建筑总量的77.5%。
在住房保障政策方面，2017年，孔东境内共有718户家庭获得了住房经济补助，受益人数占总人口数量的11%，其中681份为房租补助。

### 商业
2019年，孔东境内共有各类实体商铺262家，其中餐厅37家、大型超市5家、杂货店4家、面包房5家、肉铺7家、书店4家、装饰品店5家、银行门店10家、美容美发店15家、汽车维修店17家。市区东北部和西南部各建有一家Intermarché超市和家乐福超市。

### 体育
2019年，孔东境内共有1家游泳池、5间体育馆、2座综合体育场、8处网球场、3处马术场以及2处足球或橄榄球场。
截至2021年7月，孔东境内共有两支注册足球俱乐部。

### 环境
孔东的环境事务由其所属的泰纳雷兹市镇公共社区负责。2019年，孔东境内共有1家污染企业。

### 治安
2019年，孔东市镇范围内有1处宪兵队。
2020年，孔东国家宪兵队（zone gendarmerie de Condom）辖区内共203个市镇累计发生各类案件2,198起，其中盗窃类案件915起，经济类案件382起，毒品交易类案件176起。

## 文化
2019年，孔东境内共有1家电影院和1家博物馆。孔东市政府提供多媒体中心，向公众全年开放。

### 建筑
孔东境内有十余处法国国家文物保护单位，其中圣伯多禄大教堂、波利尼亚克大楼等为当地的代表性建筑物。

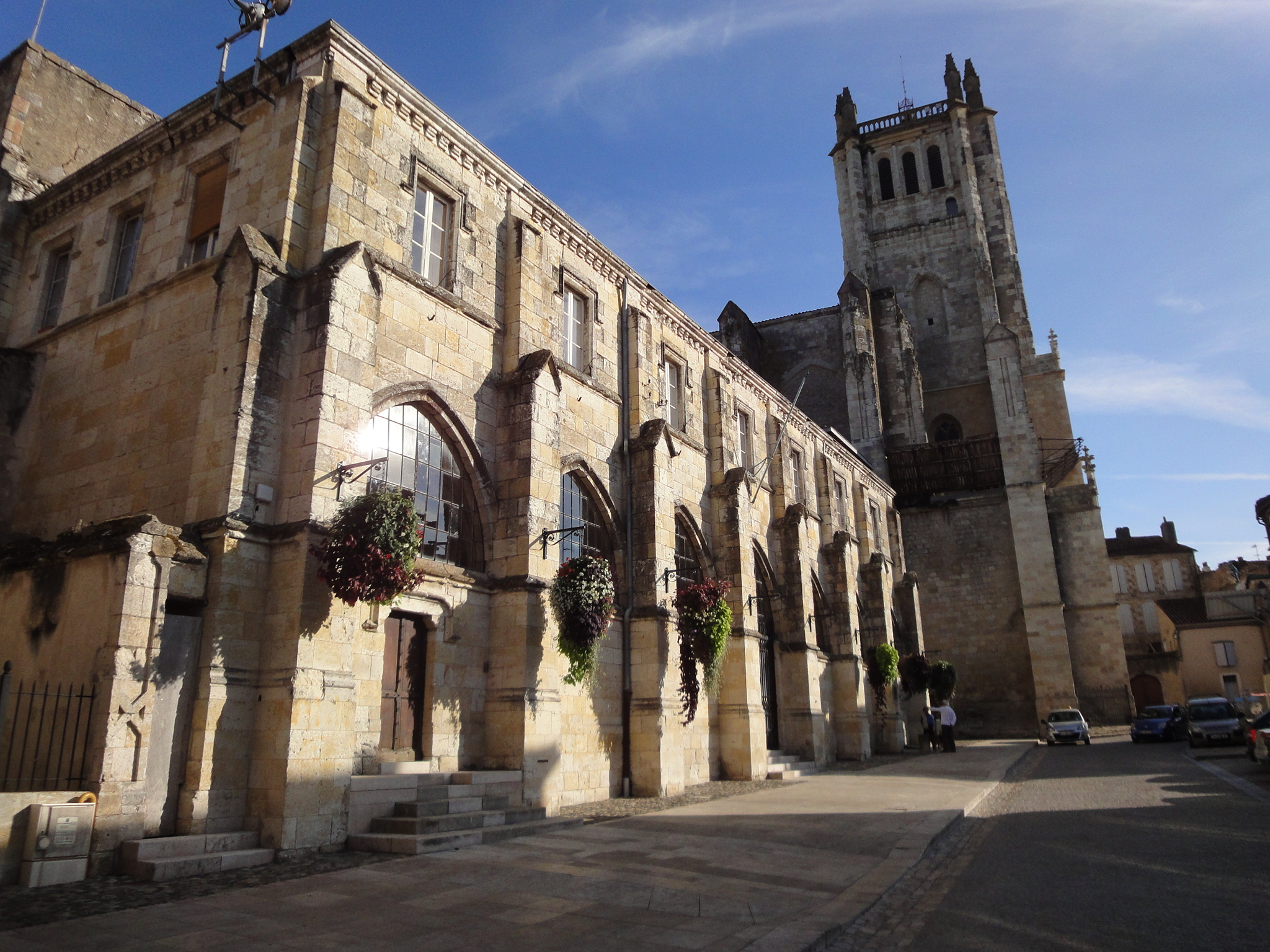
圣伯多禄大教堂（法语：Cathédrale Saint-Pierre de Condom）
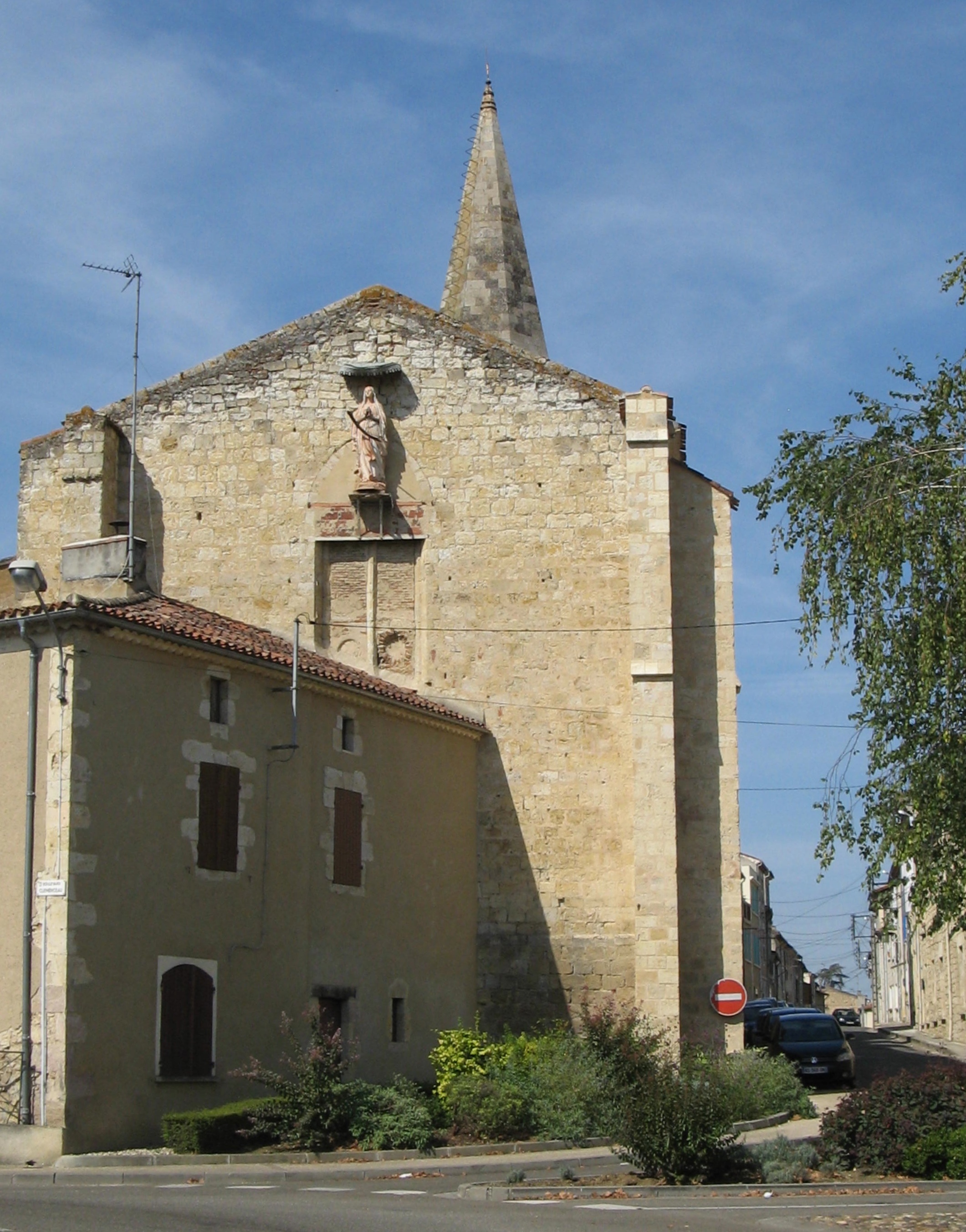
普拉多圣巴泰莱米教堂
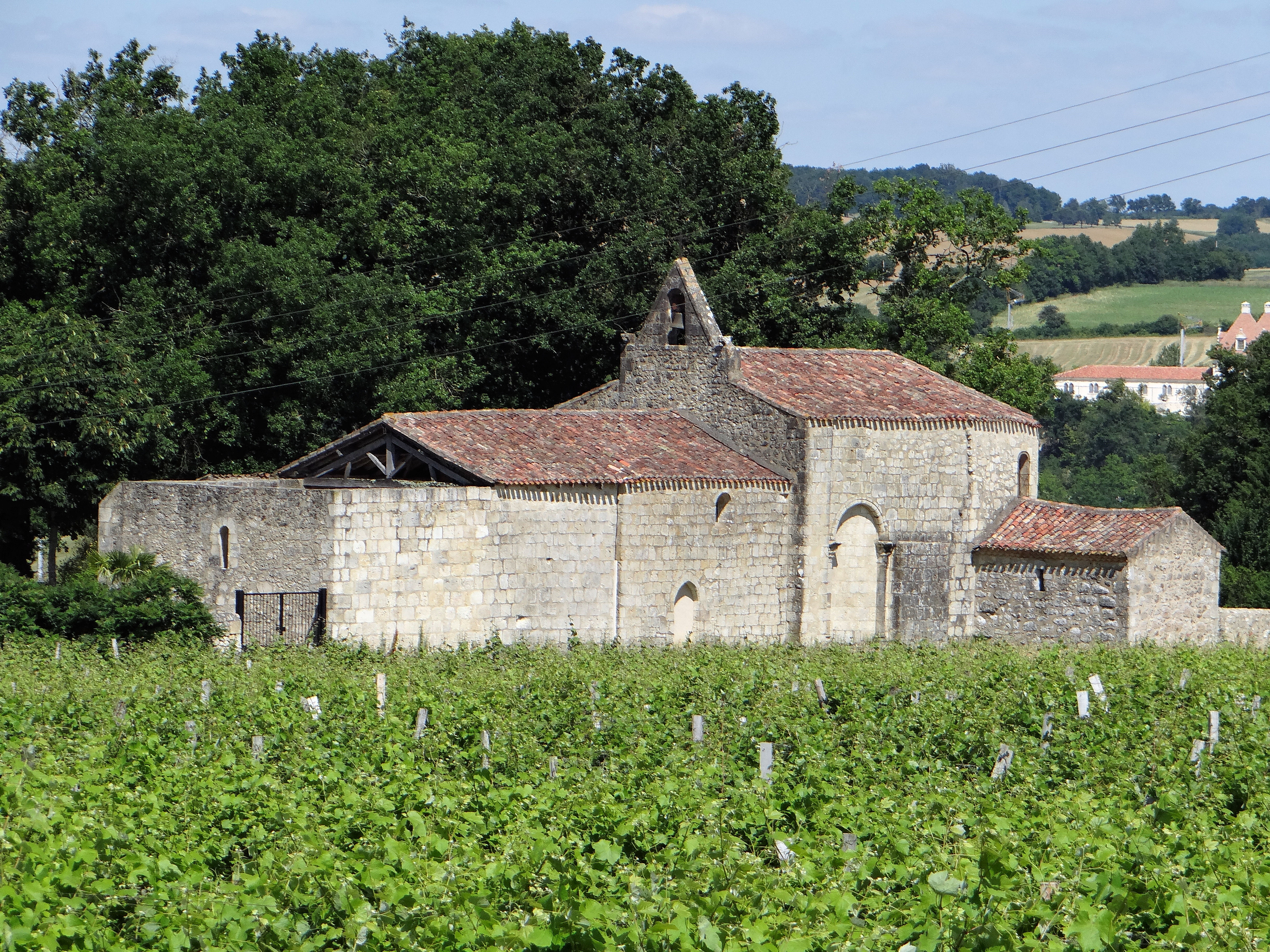
圣日耳曼教堂
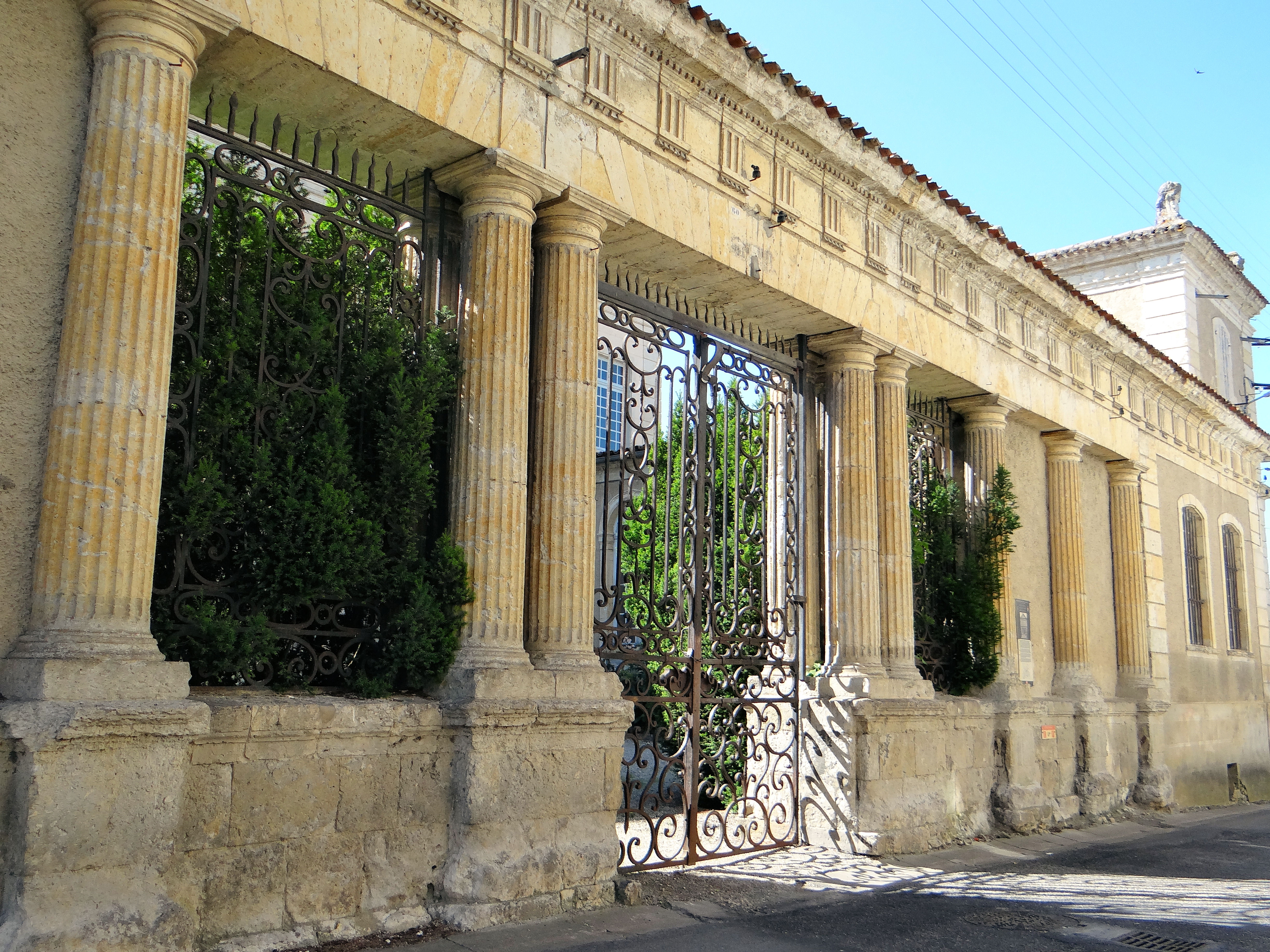
波利尼亚克大楼（法语：Hôtel de Polignac）
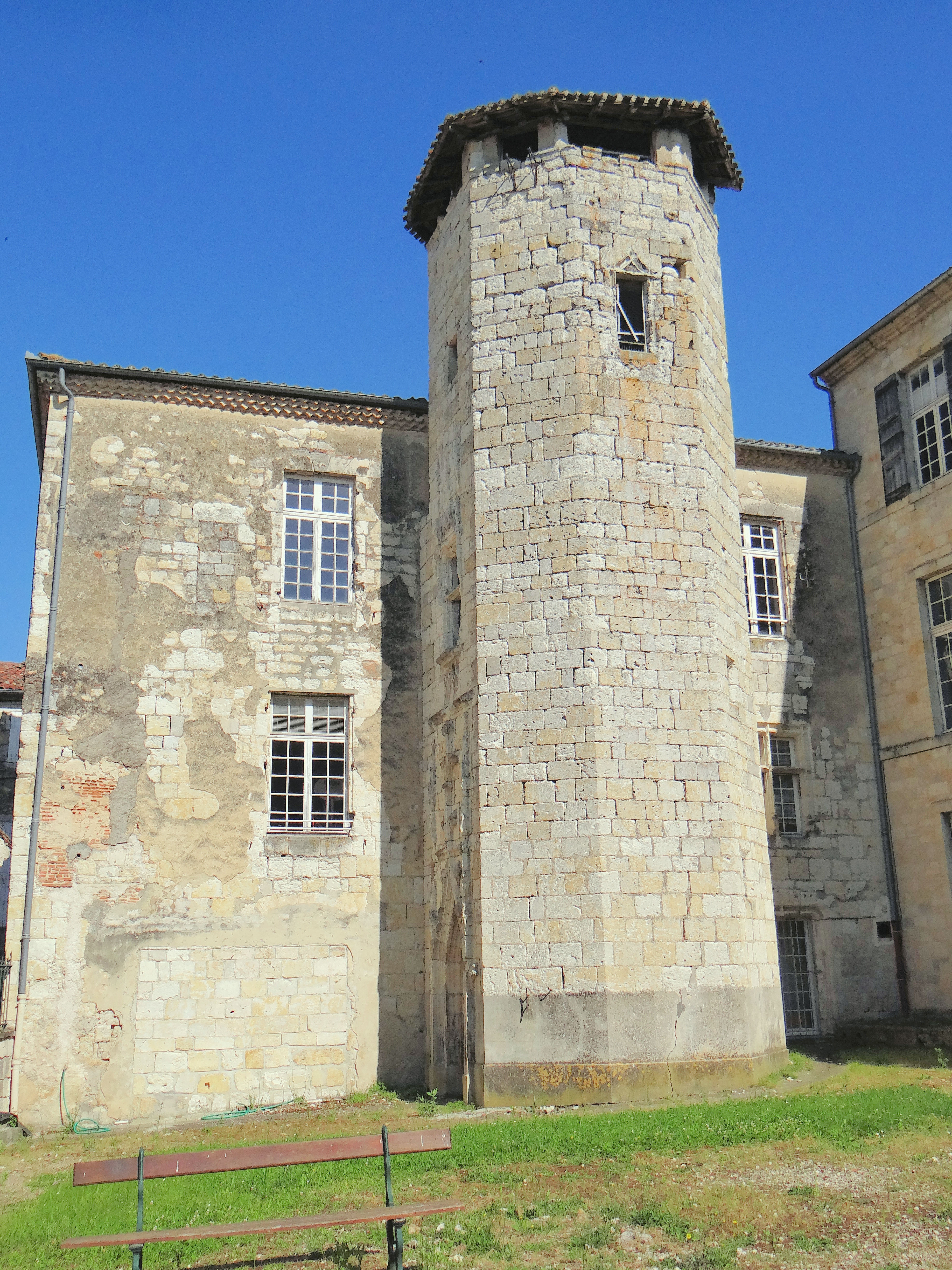
奥拉托里安教会
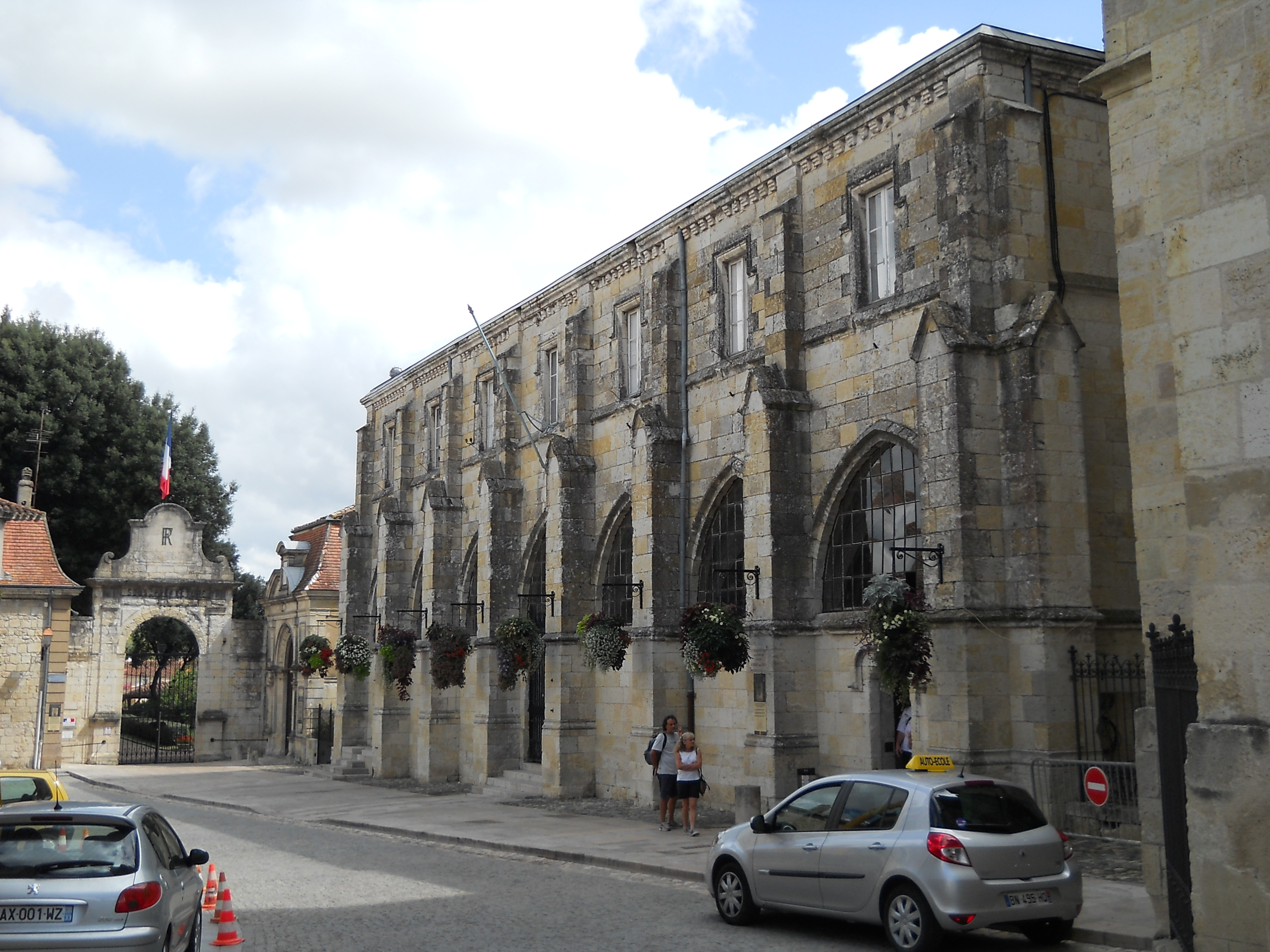
骑士楼
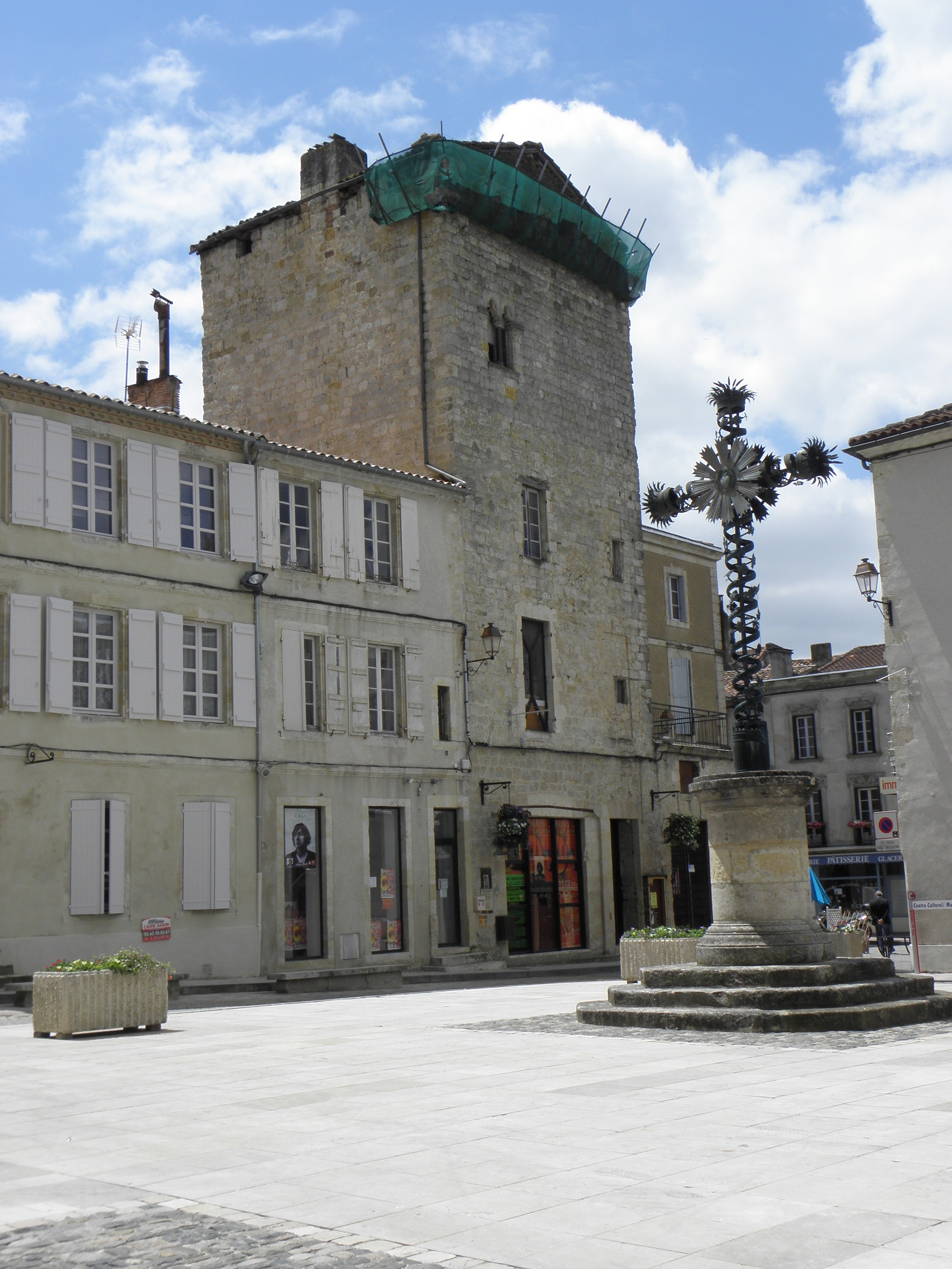
神庙塔

### 旅游
孔东的旅游事务由其所属的公共社区负责。2020年，孔东境内共有3家酒店共计62间房间；另有3个露营地，可容纳共102辆露营车。

### 媒体
法国主要的媒体均可在孔东接收，法国电视三台下属的奥克西塔尼大区频道在部分时段播出孔东所属区域的地方新闻。

## 相关人物
法国地方文学家约瑟夫·努朗、现代文学家伊夫·纳瓦拉和自行车运动员乔治·塞雷斯出生于孔东。

## 友好城市
截至2021年7月，孔东共与两座城市互为友好城市关系：
- 德国 格林贝格
- 西班牙 托罗